# Saël Kumbedi
Saël Kumbedi Nseke (sinh ngày 26 tháng 3 năm 2005) là một cầu thủ bóng đá người Pháp thi đấu ở vị trí hậu vệ phải cho câu lạc bộ Ligue 1 Lyon.

## Sự nghiệp câu lạc bộ
Từng thi đấu tại học viện Paris Saint-Germain và CC Taverny, Kumbedi gia nhập Le Havre năm 2019. Anh có màn mắt đội một vào ngày 13 tháng 11 năm 2021 trong chiến thắng 2–0 tại giải đấu cúp trước Vierzon.
Vào ngày cuối cùng của kì chuyển nhượng 2022, Kumbedi gia nhập Olympique Lyonnais với mức phí 1 triệu Euro, và đạt bút ký vào bản hợp đồng 3 năm kèm theo 
tùy chọn 2 năm bổ sung.

## Sự nghiệp quốc tế
Kumbedi là một cầu thủ đội tuyển trẻ quốc gia. Vào tháng 4 năm 2022, anh có tên trong đội U-17 Pháp thi đấu tại Giải vô địch bóng đá U-17 châu Âu 2022. Vào ngày 1 tháng 6 năm 2022, anh ghi hai bàn trong trận chung kết với chiến thắng 2-1 trước Hà Lan.

## Thống kê sự nghiệp
Tính đến 31 tháng 8 năm 2022
| Câu lạc bộ          | Mùa giải            | Giải vô địch           | Giải vô địch | Giải vô địch | Cúp     | Cúp       | Châu lục | Châu lục  | Tổng    | Tổng      |
| Câu lạc bộ          | Mùa giải            | Hạng đấu               | Số trận      | Bàn thắng    | Số trận | Bàn thắng | Số trận  | Bàn thắng | Số trận | Bàn thắng |
| ------------------- | ------------------- | ---------------------- | ------------ | ------------ | ------- | --------- | -------- | --------- | ------- | --------- |
| Le Havre B          | 2021–22             | Championnat National 3 | 9            | 0            | —       | —         | —        | —         | 9       | 0         |
| Le Havre            | 2021–22             | Ligue 2                | 2            | 0            | 1       | 0         | —        | —         | 3       | 0         |
| Le Havre            | 2022–23             | Ligue 2                | 4            | 0            | 0       | 0         | —        | —         | 3       | 0         |
| Le Havre            | Tổng cộng           | Tổng cộng              | 15           | 0            | 1       | 0         | 0        | 0         | 16      | 0         |
| Lyon                | 2022–23             | Ligue 1                | 0            | 0            | 0       | 0         | —        | —         | 0       | 0         |
| Lyon                | Tổng cộng           | Tổng cộng              | 0            | 0            | 0       | 0         | 0        | 0         | 0       | 0         |
| Tổng cộng sự nghiệp | Tổng cộng sự nghiệp | Tổng cộng sự nghiệp    | 15           | 0            | 1       | 0         | 0        | 0         | 16      | 0         |

## Danh hiệu
U-17 Pháp
- Giải vô địch bóng đá U-17 châu Âu: 2022[7]